# Pablo Bellini
Pablo Miguel Bellini (Buenos Aires, 2 de abril de 1974) es un actor,  y modelo argentino. Ha realizado su carrera en países como Brasil,Colombia, Argentina y Estados Unidos.

## Carrera
Estudió artes escénicas en Brasil y Argentina, dentro de su carrera ha participado en producciones como Diario de un Gigoló ( serie Netflix ), Noche y día, Amar después de amar, Guapas  en su país natal; Cheias de Charme, Araguaia en Brasil; La selección en Colombia y Betty en NY de Telemundo en los Estados Unidos. 

## Filmografía

### Televisión
| Televisión | Televisión                   | Televisión             | Televisión            |
| Año        | Título                       | Personaje              | Emisión               |
| ---------- | ---------------------------- | ---------------------- | --------------------- |
| 2022       | Diario de un gigoló          | Lorenzo                | Netflix               |
| 2019       | Betty en NY                  | Aristizabal            | Telemundo             |
| 2017       | Amar después de amar         | Jesús                  | Telefe                |
| 2015       | Guapas (telenovela)          | Lucas                  | Canal 13 (Argentina)  |
| 2015       | Viudas e Hijas               | Mathías                | Canal 11 Buenos Aires |
| 2015       | Noche y día (telenovela)     | Participación Especial | Canal 13 (Argentina)  |
| 2014       | La selección                 | Felipe de Souza        | Caracol Televisión    |
| 2014       | Melones y Pepinos            | Juan Claudio           | Mimosa Producciones   |
| 2012       | Cheias de Charme             | Alejandro              | Rede Globo            |
| 2010       | Araguaia (telenovela)        | Hector                 | Rede Globo            |
| 2010       | Songs of Betrayal            | Ricky                  | Rede Globo            |
| 2009       | Tudo Novo de Novo (série)    | Perillo                | Rede Globo            |
| 2008       | Maysa: Quando Fala o Coração | Miguel                 | Rede Globo            |

### Cine
| Cine | Cine                                              | Cine      | Cine    |
| Año  | Título                                            | Personaje | Emisión |
| ---- | ------------------------------------------------- | --------- | ------- |
| 2018 | Quatro amigas numa fria \|Quatro amigas numa fria | Ricardo   | Fox     |